# (4795) Kihara
(4795) Kihara es un asteroide perteneciente al cinturón de asteroides, descubierto el 7 de febrero de 1989 por Atsushi Takahashi y el también astrónomo Kazuro Watanabe desde el Observatorio de Kitami, Hokkaidō, Japón.

## Designación y nombre
Designado provisionalmente como 1989 CB1. Fue nombrado Kihara en honor al astrónomo japonés Hideo Kihara, uno de los fundadores del Club Astronómico de Nayoro, que creó a su vez el Observatorio Kihara, desde donde hizo observaciones de las manchas solares durante 20 años. El observatorio se inauguró en la ciudad de Nayoro antes de su muerte y ahora es conocido como el Observatorio Nayoro-Kihara.

## Características orbitales
Kihara está situado a una distancia media del Sol de 2,200 ua, pudiendo alejarse hasta 2,534 ua y acercarse hasta 1,865 ua. Su excentricidad es 0,152 y la inclinación orbital 5,106 grados. Emplea 1191 días en completar una órbita alrededor del Sol.

## Características físicas
La magnitud absoluta de Kihara es 13,7. Tiene 4,088 km de diámetro y su albedo se estima en 0,384.